# Марціан Александр Огінський
Марціан Александр Огінський (пол. Marcjan Aleksander Ogiński; 1632 — 26 січня 1690, Алов, нині Алітуський район Литви) — князь, державний і військовий діяч Польського королівства і Великого князівства Литовського, полковник литовського війська, стольник трокський з 1647 , хорунжий троцький з 1654, чашник великий литовський з 1658, підстолій великий литовський з 1659, стольник великий  литовський з 1661, крайчий великий литовський з 1665, воєвода Троцький (1670–1684), великий канцлер Литовський з 1684 року.
Посол (депутат) сеймів 1661, 1664, 1668, 1670, депутат Трибуналу Великого Князівства Литовського в 1667—1668, маршалок Трибуналу в 1671.

## Біографія

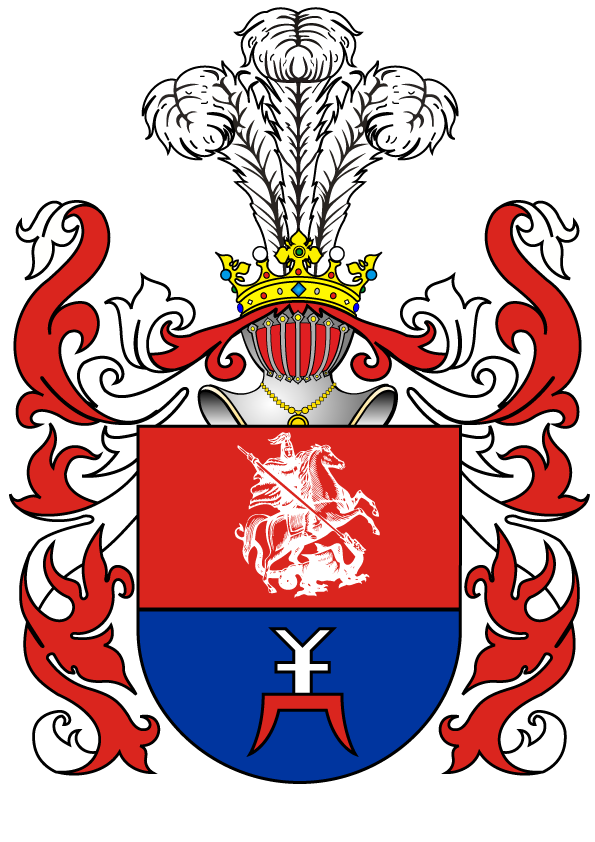

Представник знатного шляхетського і княжого роду Огінських. Батьком Марціана був Олександр Огінський, трокський каштелян, сенатор, захисник православ'я у Великому князівстві Литовському.
Навчався в Вільно, Кракові і Лейдені. З 1651 служив в литовському війську. З 1656 під командуванням Павла Сапіги брав участь у боях з військами князя Трансільванії Юрієм II Ракоці, потім в 1657 зі шведами в Курляндії. Разом з Сапегою і Стефаном Чарнецьким в 1660 брав участь у битвах на території нинішньої Білорусі з російським військом, в тому числі Іваном Хованським Тараруєм.
Брав участь у поході литовського війська на Москву в 1663—1664 рр.. в ході російсько-польської війни (1654—1667). Брав участь у підписанні «Вічного миру» між Московським царством і Річчю Посполитою в Москві 6 травня 1686 року.
Учасник хотинської битви з турками в 1673.
Від народження православний, брав участь у релігійному житті церкви, був членом Могилівського і Віленського Богоявленського братства.
В боротьбі за Троцьке воєводство 1670 року перейшов з православ'я в католицизм або унію, став воєводою.
Після смерті короля Михайла Вишневецького підтримував кандидатуру Романова, Габсбурга чи представника Бранденбурзької лінії і рішуче протестував проти обрання на трон Речі Посполитої Яна Собеського при цьому підписав навіть протест, однак у 1676 був присутній на його коронації.
Був противником балтійської політики короля Яна III, підтримував антикоролівську діяльність, при цьому вступав у переговори з курфюрстом Бранденбурга Фрідріхом Вільгельмом.
Король, не бажаючи посилювати конфлікт, в 1684 сприяв призначенню Огінського великим канцлером литовським. Огінський намагався примирити Собеського з Сапігами, але зрештою вирішив перейти на бік антикоролівського табору.
Важко захворівши, в 1688 відмовився від політики розколу і став прихильником короля, видав своїх спільників і залишив політику.

## Родина
У 1663 він одружився з багатою спадкоємицею роду Глібовичів — Марцібелою, другим шлюбом був одружений з Констанцією Катажиною з роду Велопольських. Єдиний син від першого шлюбу — Юрій — помер у дитинстві.
Помер, не залишивши спадкоємця, завдяки чому Огінські стали володарями величезної спадщини.